# 41 км
41 км — железнодорожный разъезд (тип населённого пункта) в Томском районе Томской области России. Входит в Межениновское сельское поселение.

## География
Находится на территории Томского района Томской области, между посёлками Межениновка и Басандайка.
В 500 метрах к северо-востоку от платформы находится крупный массив дачных участков.

## Население
| 2002 | 2008 | 2009 | 2010 | 2011 | 2012 | 2013 |
| ---- | ---- | ---- | ---- | ---- | ---- | ---- |
| 1    | →1   | →1   | ↗7   | →7   | →7   | →7   |
| 2014 | 2015 | 2021 |      |      |      |      |
| →7   | →7   | →7   |      |      |      |      |

## Достопримечательности
В 3,5 км к юго-западу от платформы находятся Таловские чаши. 

## Транспорт
Площадка 41 километр — пассажирская железнодорожная платформа Томской ветви Западно-Сибирской железной дороги. 
Рядом с разъездом проходит гравийная дорога Томск — Басандайка, которая в перспективе должна быть продолжена до города Тайга.